# Aleksandr Aleksandrovič Menšikov
Il principe Aleksandr Aleksandrovič Menšikov, in russo Александр Александрович Меншиков? (1º marzo 1714 – 27 novembre 1764), è stato un nobile e ufficiale russo.

## Biografia
Era il terzogenito e l'unico figlio maschio di Aleksandr Danilovič Menšikov, e di sua moglie, Dar'ja Michajlovna Arsen'eva. Ricevette un'ottima educazione.
Nel 1726, divenne tenente nel Reggimento Preobraženskij ed è stato nominato ciambellano all'imperatrice Caterina I.
Con l'ascesa al trono di Pietro II, venne nominato ciambellano. Nel 1727, suo padre venne mandato in esilio nella città siberiana Berëzovo. Nel 1731, divenne alfiere e, nel 1737, prese parte alla conquista di Očakiv e, nel 1739, di Chotyn, sotto il comando del conte Burkhard Christoph von Münnich. Nel 1748 partecipò alla guerra di successione austriaca. Nel 1757 venne promosso al grado di tenente generale.

## Matrimonio
Sposò Elizaveta Petrovna Golicyna (1721-1764), figlia del principe Pëtr Alekseevič Golicyn. Ebbero quattro figli:
- Pëtr Aleksandrovič (1743-1781);
- Sergej Aleksandrovič (1746-1815);
- Dar'ja Aleksandrovna (1747-1817), sposò il principe Aleksandr Bakarovič;
- Marija Aleksandrovna (1748-1781), sposò Stepan Stepanovič Zinov'ev.